# ستيفن جون ويلسون
ستيفن جون ويلسون (بالإنجليزية: Stephen John Wilson)‏ هو سياسي أسترالي، ولد في 27 أبريل 1948.